# Вальтер Бааде
Ва́льтер Баа́де, повне ім'я Вільгельм Генріх Вальтер Бааде (нім. Wilhelm Heinrich Walter Baade; 24 березня 1893, село Шреттінгхаузен — 25 червня 1960, Геттінген) — німецький астроном.

## Біографія
Народився 24 березня 1893 року в містечку Шреттінгхаузен (Вестфалія) в сім'ї вчителя. Після закінчення Геттінгенського університету (1918) за рекомендацією математика Фелікса Кляйна, у якого він працював асистентом, був прийнятий на роботу до Бергедорфської обсерваторії Гамбурзького університету, викладав у цьому ж університеті (з 1928 року). 1931 року переїхав до США. Працював спочатку в обсерваторії Маунт-Вілсон, потім — у Паломарській обсерваторії. 1958 року повернувся до Німеччини, працював у Геттінгенському університеті.
Перші роботи Бааде, виконані ним у Гамбурзькій обсерваторії, були присвячені кометам, астероїдам, змінним зорям.
У 1923 році він відкрив нову комету, у 1920-му — астероїд Гідальго з рекордним тоді віддаленням від Сонця.
1949 року відкрив астероїд Ікар, орбіта якого заходила всередину орбіти Меркурія.
Помер у Геттінгені 25 червня 1960 року.

## Наукова діяльність
Світову популярність принесла Бааде концепція існування двох основних типів зоряного населення галактик. Спостерігаючи найближчі галактики (зокрема, галактику Андромеди) за допомогою найбільших тоді 100-дюймового (а потім і 200-дюймового) рефлекторів, він 1944 року розклав їх на зорі та поділив зоряне населення на дві групи залежно від віку зір, їх хімічного складу і розташування в галактичній системі. До групи I Бааде відніс молоді (106—108 років) гарячі зорі, що сформувалися з міжзоряного газу, який міг утворитися, наприклад, під час вибухів наднових. Ці зорі містять залізо, нікель, вуглець і деякі важчі елементи приблизно в такій же пропорції, як Сонце, і теж складаються в основному з водню (90 %) і гелію (9 %). До групи II належать старіші зорі (1×109—15×109 років). Вони утворилися з міжзоряних газових хмар, що сформувалися після Великого вибуху і складаються майже винятково з водню і гелію. Вміст важчих елементів в них в 10—100 разів менший, ніж у зорях групи I.
Концепція Бааде відіграла важливу роль у розвитку теорії еволюції зір.
Вельми цінними були також результати Бааде стосовно наднових. Він довів, що спалахи зір, які спостерігали ще Тихо Браге (1572) і Йоганн Кеплер (1604), були насправді спалахами наднових, і ототожнив їх із залишками спалахів — туманностями.
Бааде вперше висловив припущення (спільно з Фріцом Цвіккі), що в результаті спалаху наднової може утворитися нейтронна зоря (1934), ототожнив (спільно з Рудольфом Мінковським) із залишками наднових декілька дискретних джерел радіовипромінювання. Фотографуванням у монохроматичному світлі виявив тонковолокнисту структуру Крабоподібної туманності.

## Визнання
- Нагороджений Золотою медаллю Лондонського королівського астрономічного товариства (1954).
- Нагороджений Медаллю Кетрін Брюс Тихоокеанського астрономічного товариства (1955).
- На його честь названо астероїд (1501 Бааде).

## Цікавий факт
Коли почалася війна з Німеччиною, з'ясувалося, що Бааде, який приїхав до Штатів 1931 року, немає ніяких документів, крім німецьких, — тобто є громадянином ворожої держави. Він навіть не оформив дозволу на перебування. Військові змушені були посадити його під домашній арешт в обсерваторії Маунт-Вільсон, де йому дісталися надзвичайні умови: внаслідок світломаскування вогні міста Лос-Анджелеса не заважали спостереженням, і весь час спостережень належав Бааде, оскільки інших співробітників лабораторії було призвано на військову службу.